# Pan finlandés

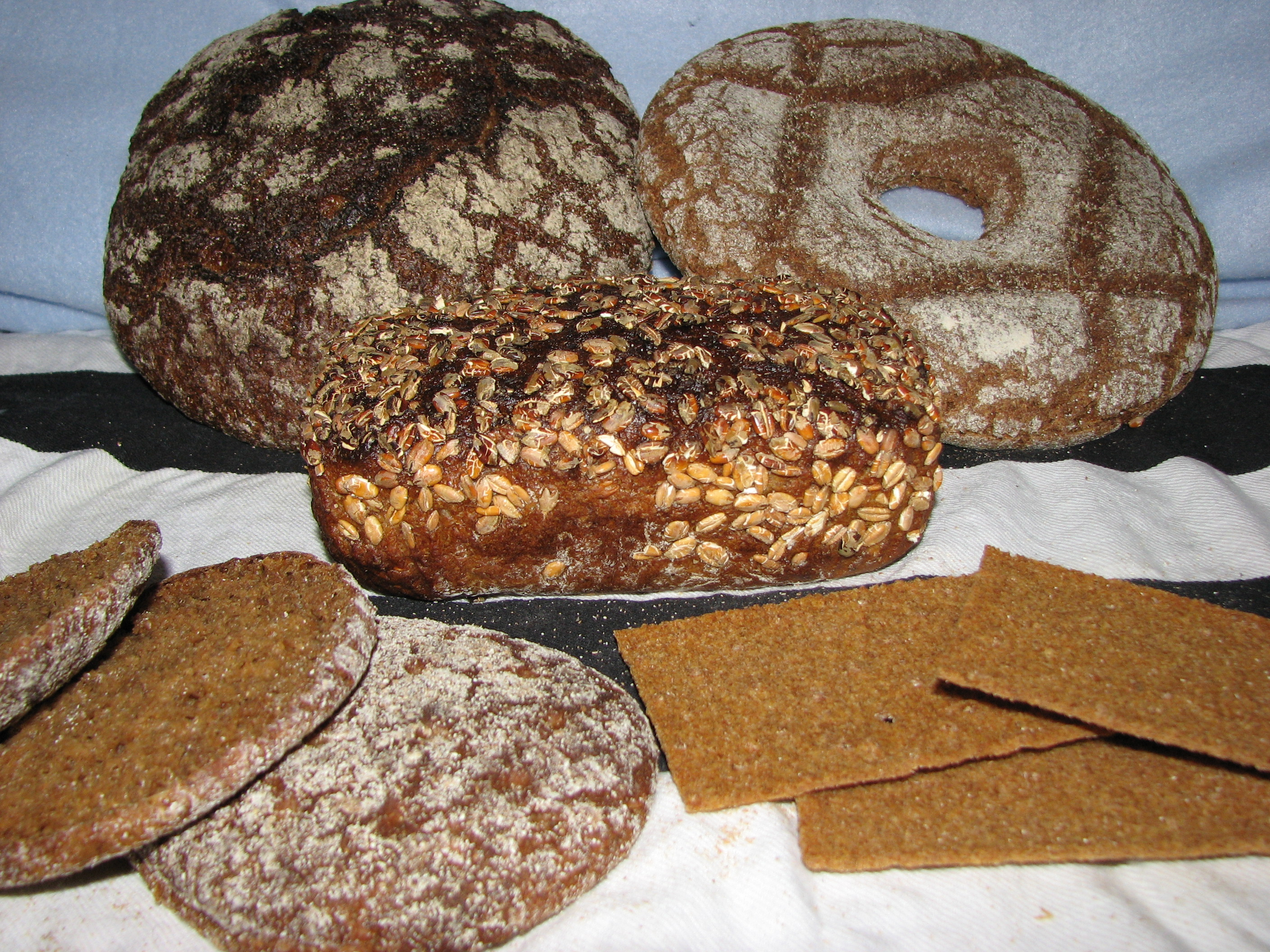
Cinco tipos de pan finlandés de cebada (de arriba abajo e izquierda a derecha): limppu, reikäleipä, hogaza, reissumies y hapankorppu.

En Finlandia, el pan es una parte muy importante de la alimentación. El pan se sirve con casi todas las comidas y existen muchas variedades producidas localmente.
En la región suecoparlante de Åland existen variedades de pan diferentes, la mayoría de las cuales se encuentran muy relacionadas con la gastronomía sueca.

## Pan de centeno

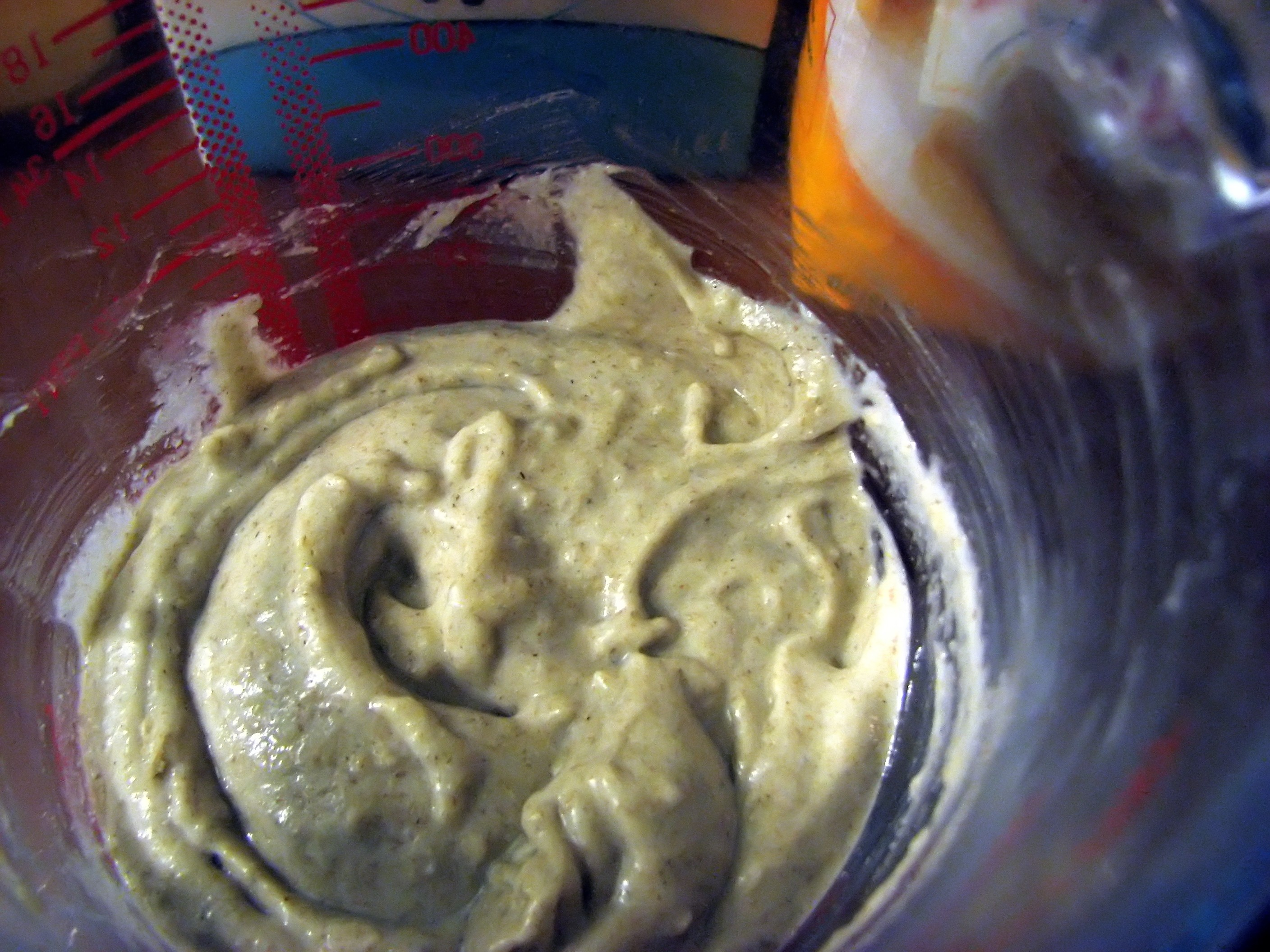
Masa ácida, base de la mayoría del pan de centeno finlandés.

El pan de centeno (ruisleipä o hapanleipä (lit. pan ácido) en finlandés) es un pan oscuro y ácido que se produce en grandes cantidades en Finlandia, donde es el tipo de pan más popular. Comparado con el pan de estilo alemán más conocido internacionalmente, los panes finlandeses de centeno tienden a ser menos aceitosos y de textura menos húmeda. A diferencia de los panes de centeno suecos, los tipos más comunes de pan de centeno finlandeses no son dulces. Además de estos panes tradicionales, existen en la actualidad en Finlandia panes más blandos. El pan de centeno se destaca por su resistencia a echarse a perder; en efecto, puede almacenarse durante semanas o aun meses sin que desarrolle moho.

### Limppu
El pan tradicional de centeno del Este de Finlandia se denomina "limppu", que podría traducirse como hogaza, aunque dicho término no resulta apropiado para describir el pan redondo y bulboso denominado limppu y podría causar cierta confusión ya que existen hogazas rectangulares pero que no son denominadas limppu. Este pan es oscuro, de sabor ácido, denso, pesado y comparativamente seco. En la boca es de consistencia relativamente blando lo que permite morderlo sin dificultades , durante su preparación es evidente el levado de la masa. Este tipo de pan por lo general era producido a intervalos regulares a lo largo del año, mientras que era la costumbre en Finlandia Occidental realizar sesiones de horneado espaciadas combinadas con almacenamiento por períodos prolongados.

### Reikäleipä

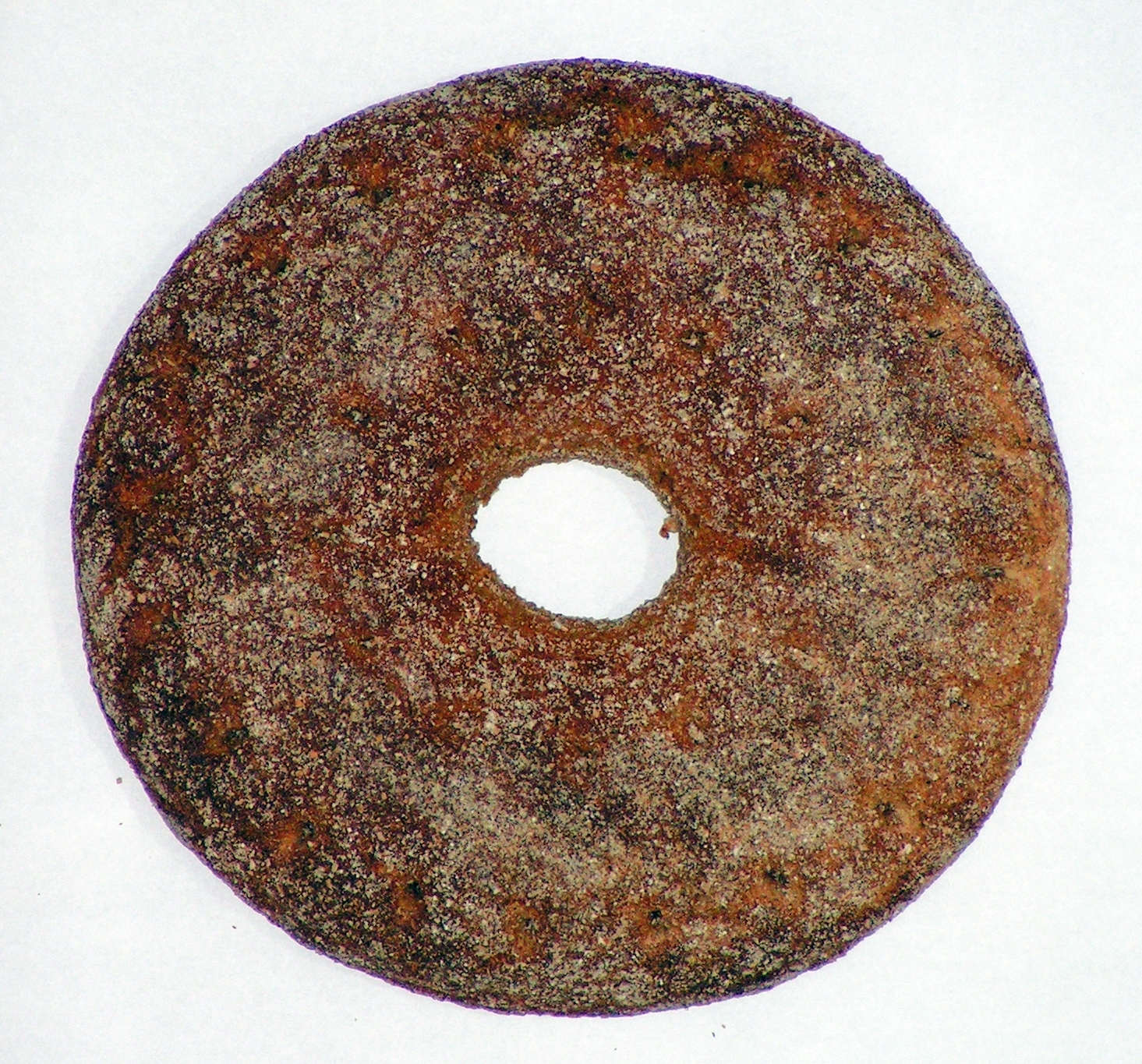
Pan finlandés reikäleipä.

El pan de centeno tradicional de Finlandia Oriental (reikäleipä lit. pan con agujero) era secado en el techo de la cocina y se lo almacenaba para consumo durante el largo invierno. En la actualidad este tipo de pan se encuentra disponible en todas sus formas y etapas de maduración, por toda Finlandia sin importar la estación del año.

### Ruispala
Vaasan Ruispala, es una marca de pan de centeno de la empresa Vaasan & Vaasan, es el "pan más popular de Finlandia" según proclama la compañía. Es similar al reikäleipä, pero se orienta más al mercado de consumo masivo. Es comercializado con un único tamaño, posee un sabor de pan de centeno y es comercializado fresco apenas salido del horno, posee un tenor de humedad mayor y textura grasosa similar al del pan alemán de centeno, comparado con la consistencia tradicional del pan de Finlandia. Para mantener la humedad tal como en el pan de centeno radicional se sirve cada trozo en dos mitades precortadas, que se protegen una de la otra (evitando se sequen) pero que pueden ser fácilmente separadas para el consumo.
La marca posee varios competidores. Los dos principales son el pan Ruispuikulat de la empresa Fazer, que posee forma oblonga, y el pan Reissumies elaborado por la empresa Oululainen, que son redondos. Ambos competidores utilizan formulaciones que son más tradicionales que el Ruispala, principalmente modificando el tamaño y la forma del pan de centeno tradicional. Debido a que el pan de centeno es uno de los alimentos más populares en Finlandia, la competencia entre las diversas marcas es encarnizada.

### Jälkiuunileipä
Según las tradiciones antiguas todo el pan de la casa que se consumiría a lo largo del año era horneado en el lapso de unos pocos días, en un gran horno el cual se enfriaba muy lentamente una vez que el fuego se había extinguido. Por lo tanto, el jälkiuunileipä (lit. pan de la extinción del horno) era horneado por el calor remanente del horno. El mayor tiempo de horneado a menor temperatura le da un color más oscuro, mayor densidad y dureza que el pan de centeno común, comparable al de un pastel de fruta. Además de la forma tradicional reikäleipä, también se preparaban trozos rectangulares tipo ruispala.

### Pan crocante
El pan crocante (näkkileipä en finés) son panes de centeno levados que se dejan secar formando una delgada corteza crocante. A veces son preparados usando masa ácida. El pan crocante es muy común en todos los países nórdicos y si se lo almacena correctamente es posible preservarlo durante mucho tiempo. Existen variantes del pan crocante que son algo más gruesas (½ cm), cortezas que contienen celdas de aire (llamados näkkileipä) y cortezas ácidas delgadas (hapankorppu). El tipo más común, posee una forma rectangular, tales como los panes koulunäkki y kunto. También existen versiones redondas. El hapankorppu es rectangular.

## Pan de trigo
Debido a que tradicionalmente el trigo no era tan abundante como el centeno o la cebada, el trigo era usado principalmente para preparar pastas, escones, pulla y en la actualidad a menudo es combinado con otros tipos de harinas para preparar pasteles carelianos y tartas de carne.
Existen una pocas variedades de pan de trigo en Finlandia, la mayoría son bollos o panecillos simpes u hogazas de pan.

### Vesirinkeli

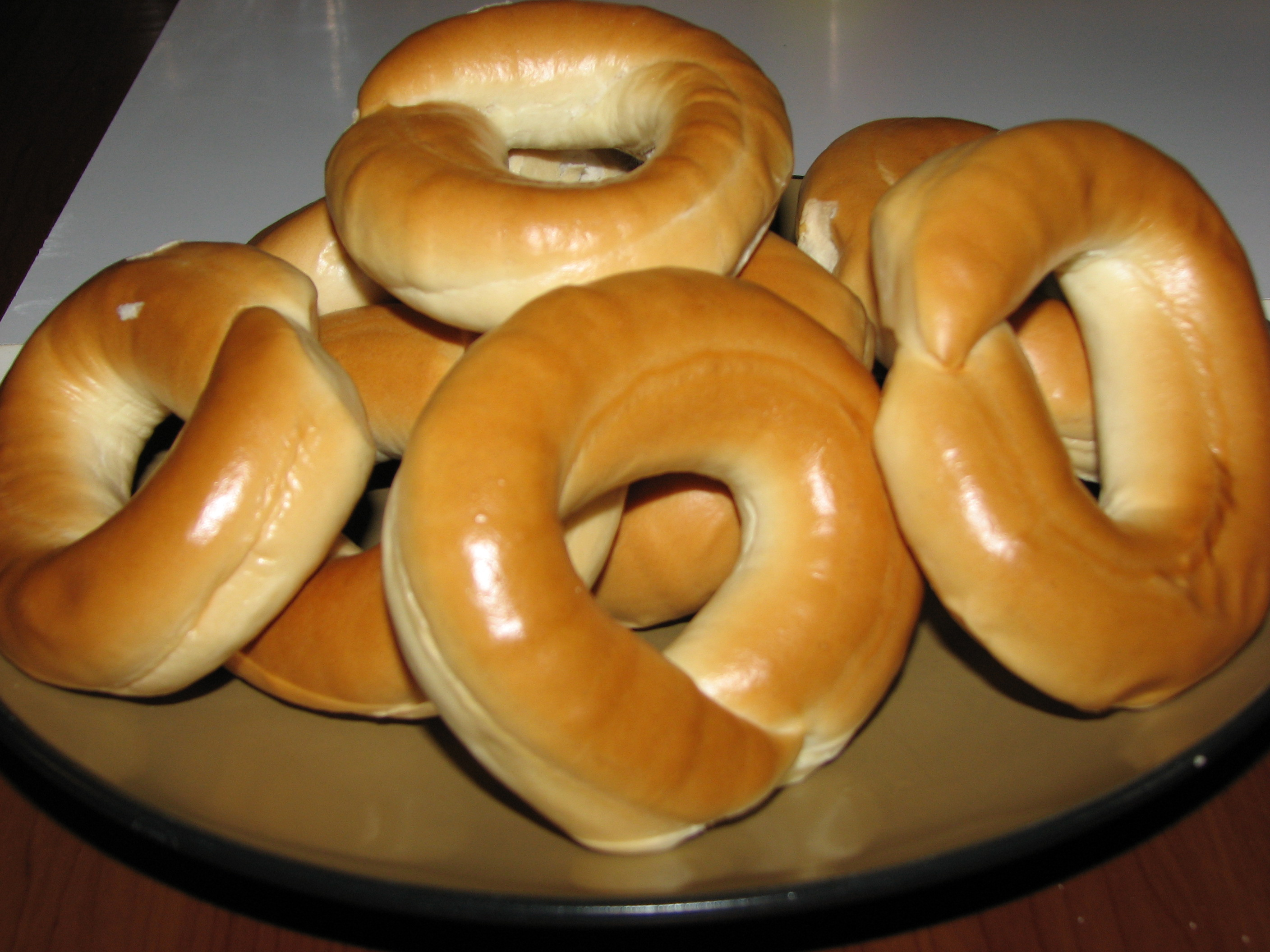
Vesirinkeli.

Los vesirinkeli (anillo de agua) son pequeños aros de pan blanco de trigo levados; que parecen bagels. Se colocan en agua salada hirviendo antes de ser horneados. A menudo son consumidos en el desayuno tostados y untados con mantequilla.

### Pan de avena

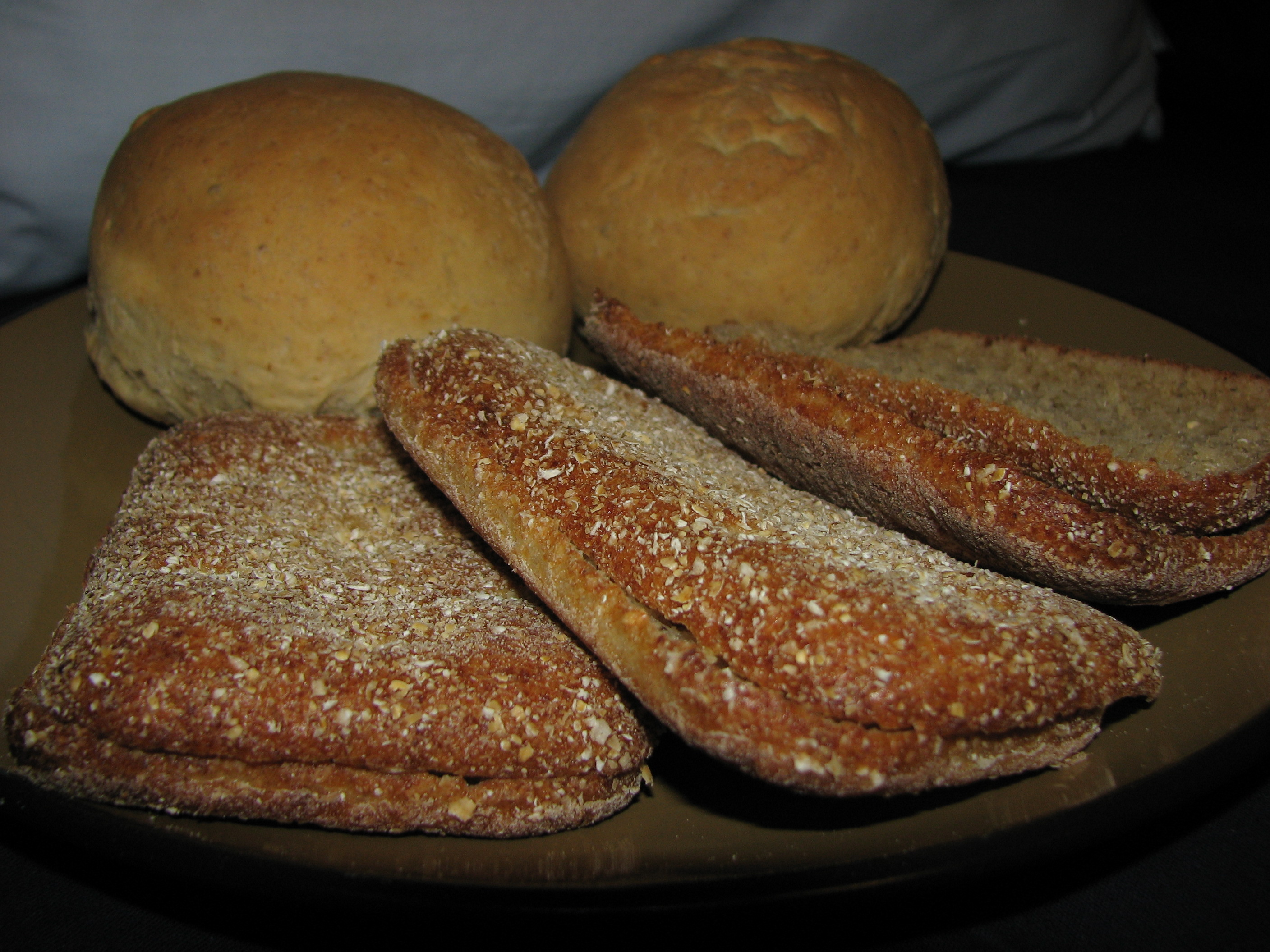
Rollos de avena y kaurapala.

Dado que la avena (kaura) es el tipo de grano que se produce en mayor volumen en Finlandia, es natural que los panes a base de avena sean muy populares, aunque no tan populares como los panes de centeno. El uso más común es en forma de pen en forma de rollos o panecillos (sämpylä) o en trozos de pan blando chatas similares a los panes de centeno ruispalat o reissumies.